# United States Postmaster General

Siegel des United States Post Office Department

Der United States Postmaster General steht der amerikanischen Bundespost vor.
Ab 1792 hatte dieses Amt Ministerrang; der Postmaster General war Mitglied der Bundesregierung. Mit dem Postal Reorganization Act 1971 wurde seine Bundesbehörde, das United States Post Office Department, abgeschafft und in die unabhängige Bundesbehörde United States Postal Service überführt.

## Postminister unter dem Kontinentalkongress
| Name              | Amtszeit  |
| ----------------- | --------- |
| Benjamin Franklin | 1775–1776 |
| Richard Bache     | 1776–1782 |
| Ebenezer Hazard   | 1782–1789 |

## Liste der Postminister, 1789–1971
| Name                         | Amtszeit  | Diente unter Präsident(en)                      |
| ---------------------------- | --------- | ----------------------------------------------- |
| Samuel Osgood                | 1789–1791 | George Washington                               |
| Timothy Pickering            | 1791–1795 | George Washington                               |
| Joseph Habersham             | 1795–1801 | George Washington, John Adams, Thomas Jefferson |
| Gideon Granger               | 1801–1814 | Thomas Jefferson, James Madison                 |
| Return Jonathan Meigs, Jr.   | 1814–1823 | James Madison, James Monroe                     |
| John McLean                  | 1823–1829 | James Monroe, John Quincy Adams                 |
| William Taylor Barry         | 1829–1835 | Andrew Jackson                                  |
| Amos Kendall                 | 1835–1840 | Andrew Jackson, Martin Van Buren                |
| John Milton Niles            | 1840–1841 | Martin van Buren                                |
| Francis Granger              | 1841      | William Henry Harrison, John Tyler              |
| Charles Anderson Wickliffe   | 1841–1845 | John Tyler                                      |
| Cave Johnson                 | 1845–1849 | James K. Polk                                   |
| Jacob Collamer               | 1849–1850 | Zachary Taylor                                  |
| Nathan Kelsey Hall           | 1850–1852 | Millard Fillmore                                |
| Samuel Dickinson Hubbard     | 1852–1853 | Millard Fillmore                                |
| James Campbell               | 1853–1857 | Franklin Pierce                                 |
| Aaron Venable Brown          | 1857–1859 | James Buchanan                                  |
| Joseph Holt                  | 1859–1861 | James Buchanan                                  |
| Horatio King                 | 1861      | James Buchanan, Abraham Lincoln                 |
| Montgomery Blair             | 1861–1864 | Abraham Lincoln                                 |
| William Dennison Jr.         | 1864–1866 | Abraham Lincoln, Andrew Johnson                 |
| Alexander Williams Randall   | 1866–1869 | Andrew Johnson                                  |
| John Angel James Creswell    | 1869–1874 | Ulysses S. Grant                                |
| James William Marshall       | 1874      | Ulysses S. Grant                                |
| Marshall Jewell              | 1874–1876 | Ulysses S. Grant                                |
| James Noble Tyner            | 1876–1877 | Ulysses Grant                                   |
| David McKendree Key          | 1877–1880 | Rutherford B. Hayes                             |
| Horace Maynard               | 1880–1881 | Rutherford B. Hayes                             |
| Thomas Lemuel James          | 1881      | James A. Garfield, Chester A. Arthur            |
| Timothy Otis Howe            | 1881–1883 | Chester A. Arthur                               |
| Walter Quintin Gresham       | 1883–1884 | Chester A. Arthur                               |
| Frank Hatton                 | 1884–1885 | Chester A. Arthur                               |
| William Freeman Vilas        | 1885–1888 | Grover Cleveland                                |
| Donald McDonald Dickinson    | 1888–1889 | Grover Cleveland                                |
| John Wanamaker               | 1889–1893 | Benjamin Harrison                               |
| Wilson Shannon Bissell       | 1893–1895 | Grover Cleveland                                |
| William Lyne Wilson          | 1895–1897 | Grover Cleveland                                |
| James Albert Gary            | 1897–1898 | William McKinley                                |
| Charles Emory Smith          | 1898–1902 | William McKinley, Theodore Roosevelt            |
| Henry Clay Payne             | 1902–1904 | Theodore Roosevelt                              |
| Robert John Wynne            | 1904–1905 | Theodore Roosevelt                              |
| George Bruce Cortelyou       | 1905–1907 | Theodore Roosevelt                              |
| George von Lengerke Meyer    | 1907–1909 | Theodore Roosevelt                              |
| Frank Harris Hitchcock       | 1909–1913 | William Howard Taft                             |
| Albert Sidney Burleson       | 1913–1921 | Woodrow Wilson                                  |
| William Harrison Hays        | 1921–1922 | Warren G. Harding                               |
| Hubert Work                  | 1922–1923 | Warren G. Harding                               |
| Harry Stewart New            | 1923–1929 | Warren G. Harding, Calvin Coolidge              |
| Walter Folger Brown          | 1929–1933 | Herbert Hoover                                  |
| James Aloysius Farley        | 1933–1940 | Franklin D. Roosevelt                           |
| Frank Comerford Walker       | 1940–1945 | Franklin D. Roosevelt, Harry S. Truman          |
| Robert Emmet Hannegan        | 1945–1947 | Harry S. Truman                                 |
| Jesse Monroe Donaldson       | 1947–1953 | Harry S. Truman                                 |
| Arthur Ellsworth Summerfield | 1953–1961 | Dwight D. Eisenhower                            |
| James Edward Day             | 1961–1963 | John F. Kennedy                                 |
| John Austin Gronouski        | 1963–1965 | John F. Kennedy, Lyndon B. Johnson              |
| Lawrence Francis O’Brien     | 1965–1968 | Lyndon B. Johnson                               |
| William Marvin Watson        | 1968–1969 | Lyndon B. Johnson                               |
| Winton Malcolm Blount        | 1969–1971 | Richard Nixon                                   |

## Postmaster General, 1971–Gegenwart
| Name                     | Amtszeit  | Diente unter Präsident(en)       |
| ------------------------ | --------- | -------------------------------- |
| Winton Malcolm Blount    | 1971–1972 | Richard Nixon                    |
| Elmer T. Klassen         | 1972–1975 | Richard Nixon, Gerald Ford       |
| Benjamin Franklin Bailar | 1975–1978 | Gerald Ford, Jimmy Carter        |
| William F. Bolger        | 1978–1985 | Jimmy Carter, Ronald Reagan      |
| Paul N. Carlin           | 1985–1986 | Ronald Reagan                    |
| Albert Vincent Casey     | 1986      | Ronald Reagan                    |
| Preston Robert Tisch     | 1986–1988 | Ronald Reagan                    |
| Anthony M. Frank         | 1988–1992 | Ronald Reagan, George H. W. Bush |
| Marvin T. Runyon         | 1992–1998 | George H. W. Bush, Bill Clinton  |
| William J. Henderson     | 1998–2001 | Bill Clinton, George W. Bush     |
| John E. Potter           | 2001–2010 | George W. Bush, Barack Obama     |
| Patrick R. Donahoe       | 2011–2015 | Barack Obama                     |
| Megan J. Brennan         | 2015–2020 | Barack Obama, Donald Trump       |
| Louis DeJoy              | seit 2020 | Donald Trump, Joe Biden          |